# 志乃宮風子
志乃宮風子（日语：／ Shinomiya Fūko，4月7日—），日本女性配音員。出身於大阪府。ARTSVISION所屬。

## 來歷
日本播音演技研究所畢業。曾任職於大阪電視人才中心、大阪電視人才局、深川特工座、ICHIGEN、KAZENOKO，之後加入ARTSVISION。

## 人物
方言：大版方言。
興趣、特長：溫泉旅行、觀賞戲劇、騎車、大阪方言、游泳、桌球。

## 演出

### 電視動畫
1993年
- 蠟筆小新（1993年 - 2001年，仁志〈初代〉、天蠍齋藤、交通管制員、春日部瑪德萊斯的年輕媽媽 等）

1995年
- 去吧！稻中桌球社（松田）
- 怪盜Saint Tail（少年A）

1997年
- 甜心戰士F（飛馬豹）

1998年
- 忍者亂太郎（1998年—2024年，佐武虎若〈代演〉、池田三郎次〈第2代〉、裏裏山香菇協同組合副組合長〈代演〉、稻村宮主 等）

1999年
- The Big O
- ∀鋼彈（阿姨B）

2003年
- 我們這一家
- 人間交差點（山田）

2004年
- 爆裂天使（魚店老闆娘）

2009年
- 名偵探柯南（2009年—2023年，奶奶、阿姨、萬田鈴、大久保勝子、菅野靜、知苑祿江）

### 電影動畫
- 蠟筆小新：搞怪遊樂園大冒險（1996年，仁志）
- 犬夜叉：犬天下霸道之劍（2003年，保母）

### OVA
- 無論天氣如何（淳）

### 遊戲
- 忍者亂太郎 學年對抗戰方塊！之卷（2010年，池田三郎次）

### 廣播劇CD
- 忍者亂太郎 廣播劇CD 系列（池田三郎次）
  - 忍者亂太郎 廣播劇CD 火藥委員會之卷
  - 忍者亂太郎 廣播劇CD 二年級之卷
  - 忍者亂太郎 廣播劇CD 伊組之卷 ～中篇～

### 外語配音

#### 電影
- 克魯克林（英语：Crooklyn）

### 旁白
- VP 大阪瓦斯

### 廣告
- 南方之星「BOBO no.5」
- 東芝EMI 時間滑動交會（旁白）
- National 對角滾筒洗衣機（阿科姆 等）

### 舞台
- 深川特工座
  - 丹青
  - 丹青等
- ICHIGEN
  - 「虹彩 ～IRIS～」
  - 「獰猛犬」
- 朗讀劇「赤腳阿元」
- 朗讀劇

### 其它
- 塔麻可吉世界 
- 巧連智（日语：こどもちゃれんじ） 巧虎

## 外部連結
- 志乃宮風子｜ARTSVISION （日語）
- 志乃宮風子的X（前Twitter） （日語）
- （日語）—WEB THE TELEVISION（日语：ザテレビジョン）